# Karbetocyna
Karbetocyna – organiczny związek chemiczny, syntetyczny analog oksytocyny, makrocykliczny oligopeptyd złożony z 8 aminokwasów oraz mostka opartego na kwasie masłowym, który łączy grupę tiolową cysteiny z grupą aminową metylowej pochodnej tyrozyny. Antagonista receptora wazopresyny działający na receptory oksytocyny (OT), w porównaniu z którą wykazuje dłuższe działanie.

## Zastosowanie
Karbetocyna jest stosowana jako substancja czynna w lekach, które zostały zatwierdzone do stosowania bezpośrednio po planowym cięciu cesarskim, w którym zastosowano znieczulenie miejscowe lub rdzeniowe. Pośród leków zawierających karbetocynę znajdują się: Duratocin, Pabal, Lonactene, Depotocin, Comoton i Decomoton.